# Yeo Hoe-hyun
Đây là một tên người Triều Tiên, họ là Yeo.
Yeo Hoe-hyun (Hangul: 여회현, sinh ngày 9 tháng 5 năm 1994) là một nam diễn viên và người mẫu người Hàn Quốc.

## Phim

### Phim truyền hình
| Năm  | Tên Phim                     | Tên tiếng Hàn        | Kênh      | Vai diễn                              | Chú thích     |
| ---- | ---------------------------- | -------------------- | --------- | ------------------------------------- | ------------- |
| 2014 | Pinocchio                    | 피노키오             | SBS       | Bạn của Dal Po                        | [ 5 ]         |
| 2015 | Unkind Ladies                | 착하지 않은 여자들   | KBS2      |                                       | [ 5 ]         |
| 2015 |                              | 위대한 이야기        | tvN       |                                       |               |
| 2015 | Eve's Love                   | 이브의 사랑          | MBC       | Jin Do Joon                           | [ 6 ]         |
| 2015 | Six Flying Dragons           | 육룡이 나르샤        | SBS       | Học trò Sungkyunkwan                  | [ 7 ]         |
| 2016 | Jang Young Shil              | 장영실               | KBS1      | Na Ki Soon                            | [ 8 ]         |
| 2016 | Reply 1988                   | 응답하라 1988        | tvN       |                                       | [ 9 ]         |
| 2016 | Memory                       | 기억                 | tvN       | Lee Seung Ho                          |               |
| 2016 | Mirror of the Witch          | 마녀보감             | JTBC      | Vua Sunhoe (Anh song sinh của Seo Ri) |               |
| 2016 | The Doctors                  | 닥터스               | SBS       | Choi Young-soo                        | [ 10 ]        |
| 2016 | Solomon's Perjury            | 솔로몬의 위증        | JTBC      | Lee Tae-woo                           | [ 11 ]        |
| 2017 | Unrequited Love Season 3     |                      | Naver TV  | Yeo Hoe-hyun                          | [ 12 ]        |
| 2017 | Crushes - Special Edition    |                      | Naver TV  | Yeo Hoe-hyun                          | [ 13 ]        |
| 2017 | Girls' Generation 1979       | 란제리 소녀시대      | KBS2      | Son-jin                               | [ 14 ]        |
| 2017 | Drama Special-Waltzing Alone |                      | KBS2      | Ku Gun-hee                            |               |
| 2017 | Khi nàng say giấc            | 당신이 잠든 사이에   | SBS       | Lee Yoo-bum lúc nhỏ                   | [ 14 ] [ 15 ] |
| 2018 | Short                        | 쇼트                 | OCN       | Park Eun-ho                           | [ 16 ]        |
| 2018 | Marry Me Now                 | 같이 살래요          | KBS2      | Park Jae-hyung                        | [ 17 ]        |
| 2019 | Leverage                     | 레버리지: 사기조작단 | TV Chosun | Jeong Eui-sang                        |               |
| 2020 | A love so beautiful          |                      |           | Woo Dae Sung                          |               |

### Phim điện ảnh
| Năm  | Tên Phim            | Vai trò              | Chú thích |
| ---- | ------------------- | -------------------- | --------- |
| 2014 | Still, Life Goes On | Bạn học của Dal-po   |           |
| 2016 | With or Without You | Young-dal            |           |
| 2016 | The Last Princess   | Kim Jang-han lúc trẻ | [ 18 ]    |
| 2018 | The Great Battle    | Ma-ro                | [ 19 ]    |

## Giải thưởng và đề cử
| Năm  | Giải thưởng             | Thể loại                                             | Đề cử                                  | Kết quả   | Tham khảo |
| ---- | ----------------------- | ---------------------------------------------------- | -------------------------------------- | --------- | --------- |
| 2017 | 31st KBS Drama Awards   | Diễn viên xuất sắc trong drama One-Act/đặc biệt/ngắn | Girls' Generation 1979, Waltzing Alone | Đoạt giải | [ 20 ]    |
| 2018 | 11th Korea Drama Awards | Diễn viên mới xuất sắc                               | Marry Me Now                           | Đề cử     | [ 21 ]    |

## Liên kết
Yeo Hoe Hyun trên Instagram

Yeo Hoe Hyun trên Facebook